# Kidin-Hutran
Kidin-Hutran es un rey de Elam, de la dinastía Igehalkida, correspondiente al Período Medio Elamita, conocido por sus guerras con Babilonia.  La Crónica Babilónica P  describe dos ataques de Kidin-Hutran.  En el primero, cruzó el río Tigris, saqueó Der y Nippur, y depuso al rey de Babilonia, Enlil-nadin-shumi, un rey marioneta de Asiria. Más tarde, durante el reinado de Adad-shum-iddina, atacó  nuevamente a Babilonia, golpeando Marad, e Isin
Kidin-Hutran es mencionado, también en la llamada Carta de Berlín, una copia de la cual se expone en el Museo de Pérgamo de Berlín  (VAT17020). Se trata de una carta que un rey elamita innominado envió a la corte de Babilonia, afirmando su derecho sobre el trono babilonio.  En ella se afirma que Kidin-Hurtan era hijo del rey Untash-Naprisha, y nieto del rey babilonio Burna-Buriash II.
Dado que hay más de cien años de distancia entre el final del reinado de Burna-Buriash, y el ascenso de Addad-Shuma-Iddina, algunos autores suponen que hubo más de un rey con este nombre.